# Jiří Fiala (bohemista)
Jiří Fiala (* 3. dubna 1944 Olomouc) je emeritní univerzitní profesor dějin české literatury na katedře bohemistiky Filozofické fakulty Univerzity Palackého v Olomouci.

## Životopis
Jeho děd i otec byli známými olomouckými zahradníky. Po absolvování Filozofické fakulty v Olomouci, obor čeština – dějepis, v roce 1967 a středoškolském učitelském působení v Pardubicích v letech 1968–1972 se stal vědeckým pracovníkem a poté odborným asistentem tehdejší katedry bohemistiky a slavistiky, nyní katedry bohemistiky Filozofické fakulty Univerzity Palackého v Olomouci.

## Vědecká práce
Od roku 1992 působí na této katedře jako docent, od roku 2002 jako profesor, od roku 2012 jako emeritní profesor pro obor dějiny české literatury s orientací na českou literaturu 18. a 19. století, folkloristiku, textologii a ediční techniku. V letech 2005–2007 byl zaměstnán jako profesor s částečným úvazkem na Ústavu české literatury a knihovědy Masarykovy univerzity v Brně. Je členem Vědecké rady Filozofické fakulty Univerzity Palackého v Olomouci, členem oborových rad doktorského studia oborů Česká literatura, Teorie literatury a Srovnávací slovanská filologie na téže fakultě, členem oborové rady doktorského studia oboru Dějiny české literatury na Filozofické fakultě Masarykovy univerzity v Brně.
Jiří Fiala se věnoval a věnuje rovněž historii a přítomnosti Olomouce a olomouckého regionu, a to nejen badatelsky, ale také vědeckopopularizační činností v Hanáckých novinách, Kdy-kde-co v Olomouci, kulturním měsíčníku ZIP, v deníku Mladá fronta DNES a v Žurnálu Univerzity Palackého, jakož i v rozhlasových studiích v Brně, Olomouci a Ostravě. Spolupracuje s Vlastivědným muzeem v Olomouci (mj. se podílel na libretech výstavy O moravských zločinech a trestech v roce 2011 a stálých expozic Univerzita v Olomouci – Universitas Olomucensis a Galerie osobností Olomouckého kraje). Za jeho regionální kulturní aktivity mu byla v roce 2012 udělena Cena města Olomouce za rok 2011 v oblasti literatura a v roce 2022 Cena Olomouckého kraje za celoživotní přínos v oblasti kultury za rok 2021.[zdroj?]

## Práce pro rozhlas a televizi
Rozhlasové pásmo Jiřího Fialy Počátky olomoucké univerzity získalo 3. cenu a tvůrčí prémii v soutěži vypsané Svazem rozhlasových tvůrců v roce 1990. Televizní studio Kabel Plus Olomouc natočilo podle scénáře Jiřího Fialy tři dokumentární filmy (Kočáry Jejich Eminencí, 1994, Olomoucké trojice, 1996; Palácová revoluce v Olomouci, 1998). Rozhlasové studio Český rozhlas Olomouc vysílalo od dubna 2002 jednou týdně seriál Jiřího Fialy Putování za moravskou lidovou písní, s uvedeným rozhlasovým studiem spolupracuje Jiří Fiala též jako externí redaktor.

## Publikační, editorská a redakční činnost
Odborné stati publikoval a publikuje Jiří Fiala v ročenkách Státního okresního archivu v Olomouci, ve Vlastivědném věstníku moravském, v časopisech Česká literatura, Český lid, Zprávy Vlastivědného muzea v Olomouci, redigoval sborníky Univerzity Palackého, pro slovenské nakladatelství Sme připravil edice nejvýznamnějších literárních děl Boženy Němcové, Jana Nerudy, Jaroslava Haška a Karla Čapka.
Od roku 1993 do března 1997 byl Jiří Fiala členem redakční rady kulturního měsíčníku Kdy-kde-co v Olomouci (v letech 1994–1995 vykonával funkci šéfredaktora tohoto časopisu), od března 1997 do září 1998 byl členem redakční rady regionálního kulturního měsíčníku ZIP, v současné době je členem redakční rady Žurnálu Univerzity Palackého a Zpráv Vlastivědného muzea v Olomouci. Jako společník nakladatelství DANAL Olomouc se věnuje ediční práci zejména v oblasti regionální historiografie. Je autorem internetových stránek Z olomouckých archivů (https://archivy.olomouc.eu/uvod Archivováno 29. 7. 2017 na Wayback Machine.), vytvářených v návaznosti na internetové stránky Magistrátu města Olomouce a Archivního vademeka.
Je členem Literárněvědné společnosti při Akademii věd České republiky.
Jiří Fiala se aktivně účastnil a účastní vědeckých konferencí v tuzemsku i v zahraničí. V letech 1974–1976 a v roce 1987 působil jako lektor češtiny v Polsku (na Varšavské univerzitě a na Slezské univerzitě v Katovicích). V únoru 1997 uskutečnil přednáškový a studijní pobyt na Univerzitě Jana Gutenberga v Mohuči, SRN, v následujících letech přednášel na institutech slovanské filologie Slezské univerzity v Katovicích a Univerzity Lipsko.

## Knižní publikace
- Václav Jaromír Picek. Typ předbřeznového lyrika. Univerzita Palackého Olomouc 1989
- Plamen pro sedm generací. Olomouc 1992
- Olomoucký pitaval. Praha 1994
- Polski król Jan III Sobieski w Ołomuńcu. Olomouc 1995
- Dějiny města Olomouce v datech I (Do roku 1526). Olomouc 1995
- Památná Olomouc – Radnice. Olomouc 1995
- Olomouc historique – Hôtel de Ville. Traduit par Jaromír Kadlec. Olomouc 1995
- Sehenswürdiges Olmütz – Das Rathaus. Übersetzung von Silvia van den Borgh-Binar. Olomouc 1995
- Memorable Olomouc – The Town Hall. Translated by Jessica Jay Maertin. Olomouc 1995
- Bohemistika na Filozofické fakultě Univerzity Palackého v Olomouci 1946–1996. (S Jindřichem Kasalem.) Olomouc 1995
- 33 olomouckých NEJ (Priority, unikáty a kuriozity města Olomouce) – 33mal Olmützer Bestes (Sehenswürdigkeiten, Unikate und Kuriositäten der Stadt Olmütz) – 33 Bests of Olomouc (Priorities, Rarities and Curios of the Town Olomouc). Autoři: Michal Bartoš, Václav Burian, Naďa Derková, doc. PhDr. Jiří Fiala, CSc., Ing. Ludmila Grecmanová, Mgr. Vlasta Kauerová, PhDr. Karel Müller, prof. PhDr. Eduard Petrů, CSc., Michal Soukup, PhDr. Vladimír Spáčil, dipl. technik Svatopluk Štěrba a PhDr. Pavel Urbášek. Olomouc 1996, 2., upr. vydání Olomouc 1999
- Pruská invaze na Moravu v letech 1741–1742 a její soudobé kulturní reflexe. Olomouc 1997
- Olomoucké proměny. (Se Zdeňkem Kašparem.) Olomouc 2000, 2. vyd. 2002
- Dobové české slovesné reflexe slezských válek. Olomouc 2001
- Albert ze Šternberka († 16. 1. 1380) – Životopisný nástin. Olomouc 2001
- Jezuitský konvikt – sídlo Uměleckého centra Univerzity Palackého v Olomouci. Olomouc 2002. (S Leošem Mlčákem, Karlem Žurkem aj.)
- Olomouc – Malé dějiny města, Olomouc 2002. (S Jindřichem Schulzem aj.)
- Moravský osvícenec Josef Vratislav Monse (1733–1793). Olomouc 2003. (S Martinou Novákovou.)
- Chrámy, kostely, svatyně a kaple v Olomouci. Olomouc 2008. (Se Zdeňkem Kašparem aj.)
- Olomouc ve víru válek (od počátků do zrušení olomoucké pevnosti). Olomouc 2009.(S kolektivem autorů.)
- Dějiny Olomouce I, II. Olomouc 2009. (S Jindřichem Schulzem aj.)
- Musica Folklorica: Spal bych, spal bych, žena mi nedá… Sleeve-note CD, Brno, Indies Scope, 2011. (S Marií Sobotkovou.)
- Voda pro Olomouc (Z historie zásobování města Olomouce vodou). Olomouc 2010. (S kolektivem autorů.)
- O moravských zločinech a trestech: Vlastivědné muzeum v Olomouci 27. dubna až 16. září 2012, Olomouc 2012.(S Miroslavem Spurným.)
- Olomouc a Olomoučané na starých fotografiích. 1. a 2. díl. Olomouc 2011, 2012. (S kolektivem autorů.)
- Univerzita v Olomouci 1573–2013. Olomouc 2013. (S kolektivem autorů.)
- Uničov – historie moravského města. Uničov 2013. (S kolektivem autorů.)
- Srdénko ňa bolí. Booklet CD Opýtaj sa Malana, Musica Folklorica, Brno, Indies Scope, 2013. (S Marií Sobotkovou.)
- Ženský úděl v lidové písni. Booklet CD Ej, ženy, ženy, poraďteže mi, Musica Folklorica, Brno, Indies Scope, 2013. (S Marií Sobotkovou.)
- Sloužíme městu. Z minulosti a současnosti komunálních služeb ve městě Olomouci. Olomouc 2014. (S kolektivem autorů.)
- Lafayette, Kołłątaj a další francouzští a polští státní vězňové v moravských a českých pevnostech na přelomu 18. a 19. století. Brno, Moravská zemská knihovna, 2017. (S Marií Sobotkovou.)
- Umrem, umrem, ale kdy nevím. Funerální tematika v moravské lidové písni. Booklet CD Smrti, milá smrti. Brno, Indies Scope, 2018. (S Marií Sobotkovou.)
- Sigmund Freud v Olomouci roku 1886. (S Kamilou Holáskovou a Helenou Veličkovou.) Olomouc, Vlastivědné muzeum v Olomouci, 2018.
- Litovel. Velké dějiny města. (S kolektivem autorů.) Olomouc, Vydavatelství Univerzity Palackého v Olomouci, 2018.
- Chvała Bohu, že sem sa narodił. Booklet CD Majstr. Brno, Indies Scope, 2019. (S Marií Sobotkovou.)
- Nářečí v moravských lidových písních. Booklet CD. Brno, Indies Scope, 2020.
- Alexander Veliký v Olomouci. Olomouc 2022
- Dějiny Šternberka. David Papajík a kol. Šternberk 2022
- Olomoucký pitaval: skutečné kriminální příběhy 14. až 20. století. Olomouc 2022
- Univerzita v Olomouci 1573–2023. Jiří Fiala, Leoš Mlčák, Tomáš Parma, Michal Sýkora, Pavel Urbášek. -- 3., upravené a doplněné vydání. Olomouc 2023
- Symboly moudrosti: třináct žezel olomoucké univerzity = Symbols of wisdom : thirteen maces of the University of Olomouc: 1573-2023. Háta Kreisinger Komňacká, Jiří Fiala, Filip Hradil. Olomouc 2023
- Hanácký pitaval. Skutečné kriminální příběhy z 11. až 21. století. Jiří Fiala, Kamila Holásková, Jiří Lapáček, Lubomír Novotný, Michal Folta. Olomouc 2023
- Hanácký pitaval II. Skutečné kriminální příběhy nejen z Olomouce. Jiří Fiala, Michal Folta, Radim Himmler, Kamila Holásková, Petr Jirák, Jiří Lapáček, Marie Sobotková, Helena Veličková & Jindřich Štreit. Olomouc 2024

## Knižní edice
- Novina z francouzské krajiny. Antologie českých kramářských písní a lidových pamětí o Francouzské revoluci a napoleonských válkách. Praha 1989
- Mozart a Olomouc. Sborník studií k 200. výročí úmrtí Wolfganga Amadea Mozarta. K vydání připravili Jiří Fiala a Jana Krejčová. Olomouc 1991
- Jiřímu Suchému. Redigoval Jiří Fiala. Olomouc 1991
- Mozart und Olmütz. Herausgegeben von Jiří Fiala und Jana Krejčová. Olomouc 1992
- České písně ze slezských válek. Olomouc 2001
- Nová generace české polonistiky. Redigovali Marie Sobotková a Jiří Fiala. Olomouc 2001
- České, polské a slovenské jazykové a literární souvislosti. Sborník referátů z mezinárodního odborného semináře uspořádaného u příležitosti sedmdesátin prof. PhDr. Edvarda Lotka, CSc., na Filozofické fakultě Univerzity Palackého v Olomouci dne 20. února 2002. AUPO Fac. phil., Philologica 78, supplementum 2003. Redigovali Jiří Fiala a Marie Hádková. Olomouc 2003
- Studia Moravica I. AUPO Fac. phil., Moravica I. Redigovali Jiří Fiala, Jana Kolářová a Jana Vrajová. Olomouc 2004
- Studia Moravica II. AUPO Fac. phil., Moravica 2. Hlavní redaktor (uspořadatel) Jiří Fiala. Olomouc 2004
- Jaroslav Hašek: Osudy dobrého vojáka Švejka za světové války. Bratislava 2004
- Karel Čapek: Krakatit – Povídky z jedné a druhé kapsy. Bratislava 2005
- Božena Němcová: Babička – Chyže pod horami – Pohorská vesnice. Bratislava 2005
- Jan Neruda: Povídky malostranské. Bratislava 2006
- Josef Dobrovský a problémy současné slavistiky. Opera Slavica (Slavistické rozhledy) – Supplementum. K vydání připravili Marie Sobotková, Jiří Fiala a Giuseppe Maiello. Brno 2012.
- Viator Pilsnensis neboli plzeňský poutník. Literárnímu vědci Viktoru Viktorovi k sedmdesátinám. Bok, Václav – Fiala, Jiří – Chýlová, Helena (eds). Plzeň 2012.
- Armjanskoe radio otvečaet – Rádio Jerevan odpovídá. E-book. Olomouc 2015